# Instrumentfabriks AB Lyth
Instrumentfabriks AB Lyth (fram till 1917 instrumentfirman G. W. Lyth) var en svensk instrumentfabrik och mekanisk verkstad i Stockholm.
Företaget grundades 1861 av den framstående instrumentmakaren Georg Wilhelm Lyth (1834-1918).
Affärsrörelsen ombildades 1917 till aktiebolag, i samband med att man övertog Axel Ljungströms Fabriks AB:s geodetiska instrumentfabrik, också i Stockholm, ursprungligen grundad av Jonas Patrik Ljungström (1827–1898).
Från 1926 verkade man under företagsnamnet Nya instrumentfabriksaktiebolaget Lyth. Man tillverkade främst nautiska, geodetiska och hydrometriska instrument samt instrument för skogsbruk och annat.